# HQ7 Studios
Die HQ7 Studios sind Filmstudios in Wien-Simmering und zum Zeitpunkt der Fertigstellung die größten Filmstudios Österreichs. Im Oktober 2024 wurden diese ihrer Bestimmung übergeben.

## Entstehung
2014 wurden die traditionellen Rosenhügel-Studios geschlossen und in den folgenden Jahren großteils abgerissen, Filmproduktionen mussten von nun an mit Ausweichquartieren in umgerüsteten Lagerhallen vorliebnehmen. Es zeigte sich jedoch zu Beginn der 2020er Jahre erneut Bedarf an großen und leistungsfähigen Filmstudios in Wien.
Am 14. Dezember 2022 gab die Wiener Rathauskorrespondenz bekannt, dass in der 7. Haidequerstraße in Simmering (daher der Name) neue Filmstudios mit zusammen rund 3300 m² Nutzfläche entstehen soll. Der Baugrund wurde bereits 2017 erworben. Finanziert wird das 9,9 Millionen Euro teure Projekt zum Großteil vom Hafen Wien, einem Unternehmen der Wien Holding, sowie der eigens ins Leben gerufenen HQ7 Studios GmbH als Betreiber. Der Hafen Wien als Eigentümer errichtet die beiden vom Architekturbüro Haas & Haas geplanten Studiohallen nach den Wünschen des Betreibers.
Die Studios dienen als Standort für nationale und internationale Filmprojekte und verfügen neben zwei Soundstages mit je 2000 und 1000 m² Grundfläche und einer inneren Höhe von 13 Metern auch über mietbare Produktionsbüros, Requisiten- und Kostümfundus, Lagerräume sowie Garderoben und Maskenräumlichkeiten und „keine Wünsche offenlassen“. Man wolle sich auf mittelgroße Produktionen mit überschaubarem Personalbedarf konzentrieren, hieß es seitens des Projektleiters Anu Shankar auf eine Replik von Robert Dornhelm, welcher die Studios jetzt schon für zu klein befindet und lieber nach Budapest ausweicht. Mehrere Dienstleister wie Arri-Rental haben sich bereits im Umfeld des Studios niedergelassen, mit den nahe gelegenen Jori Studios existiert sogar ein permanentes Set für Krankenhaus- und Pathologieaufnahmen.
Am 25. Oktober 2023 vermeldete die Wien Holding die Dachgleiche der Hallen, die ursprünglich für Frühjahr 2024 anvisierte Fertigstellung verzögerte sich jedoch bis in den Herbst des Jahres.